# Peniophoraceae
Famille
Les Peniophoraceae sont une famille de champignons basidiomycètes de l'ordre des Russulales.
Les espèces de cette famille ont une distribution cosmopolite. Elles sont surtout saprophytes, décomposant le bois mort (debout ou tombé).

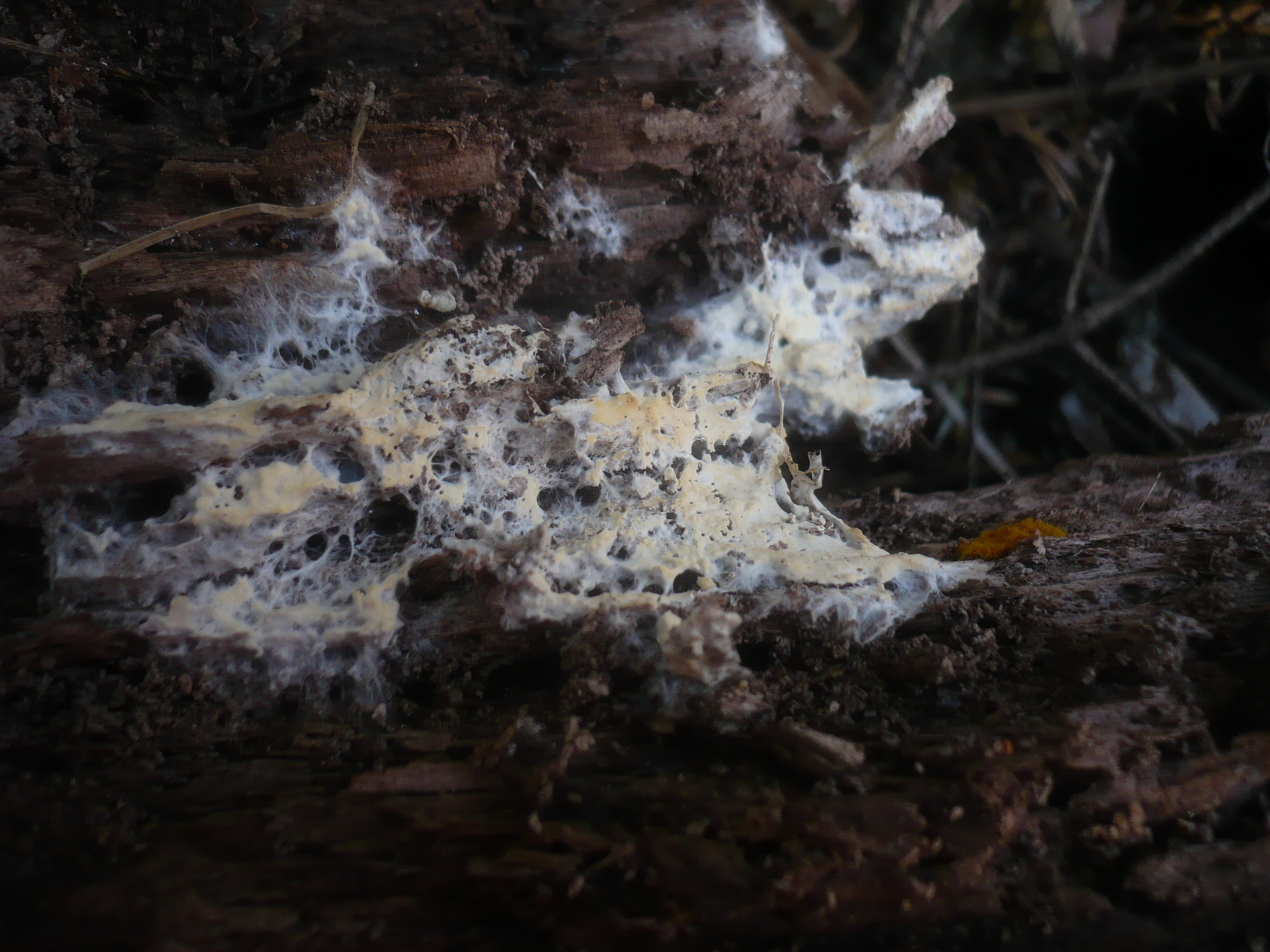
Gloiothele lactescens' sur bois mort'

## Systématique et taxonomie
Selon une estimation de 2008, la famille comprend 7 genres et 88 espèces.[réf. nécessaire]
Peniophoraceae Lotsy (1907)

### Position desPeniophoraceae
- Agaricomycetes
  - Russulales
    - Stereaceae
    - Russulaceae
      - Aleurocystidiellum
        - Bondarzewiaceae
        - Albatrellaceae
        - Auriscalpiaceae

      - Gloeodontia
        - Amylostereaceae
          - Peniophoraceae

### Phylogramme détaillé desPeniophoraceae

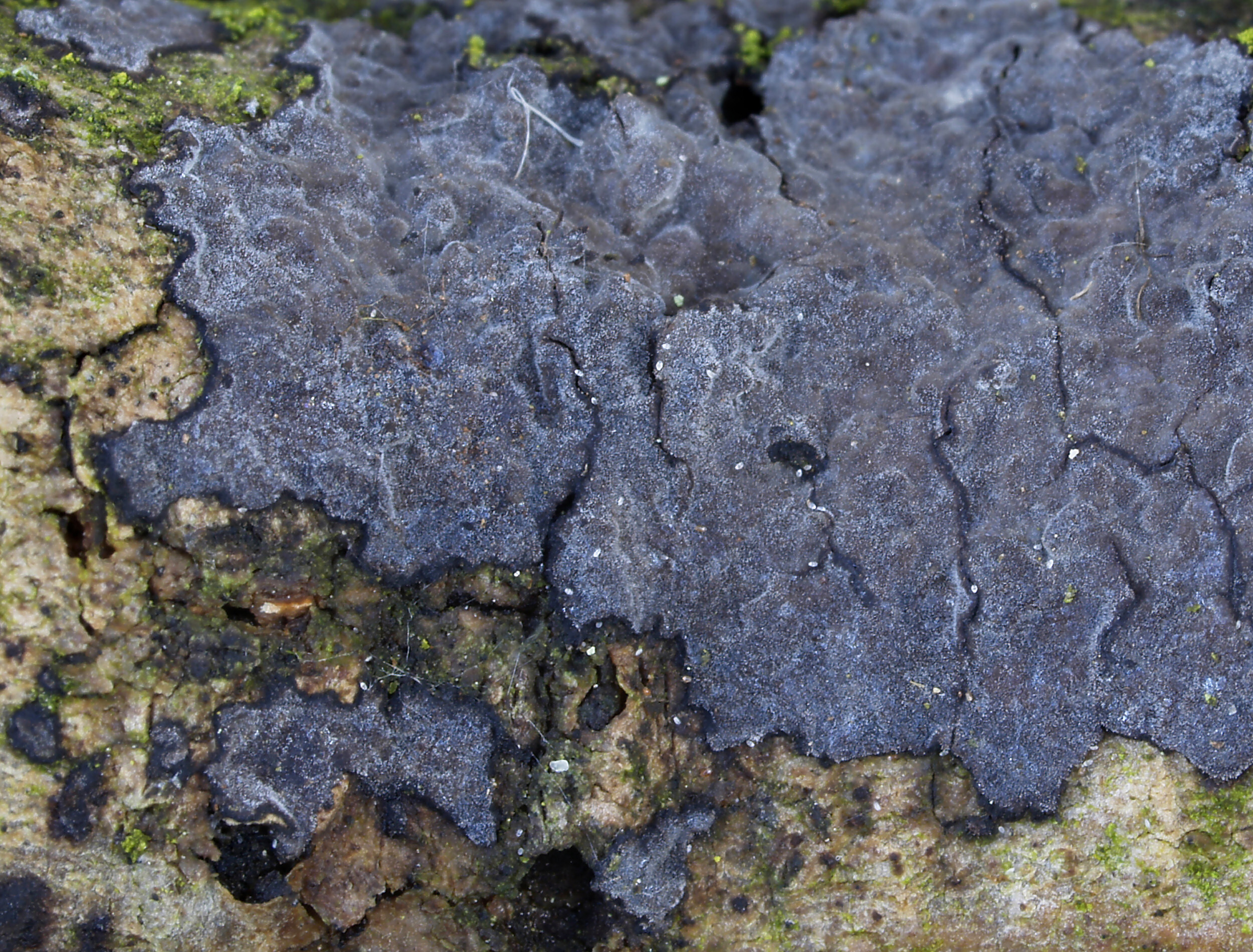
Peniophora limitata

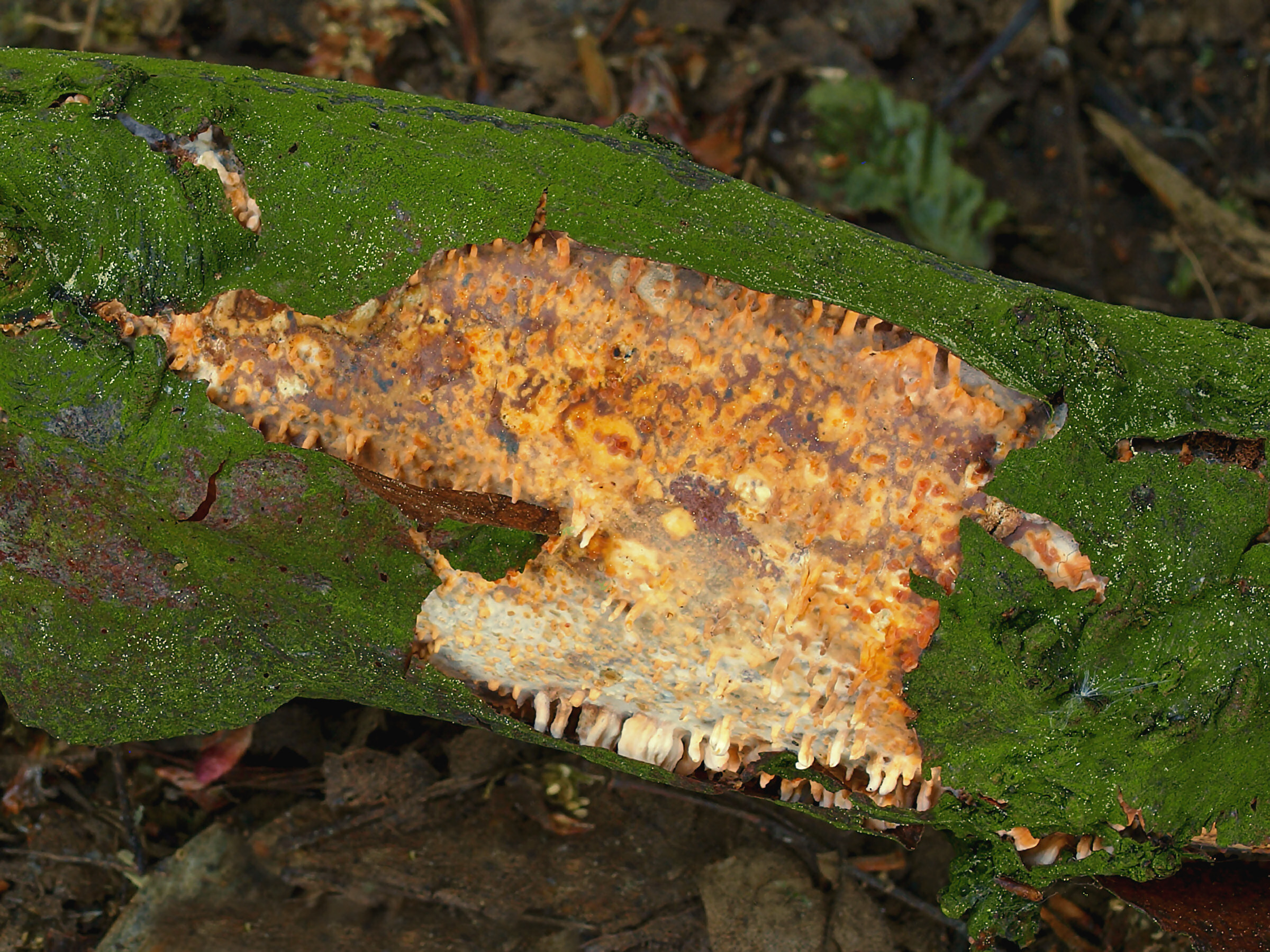
Peniophora laeta

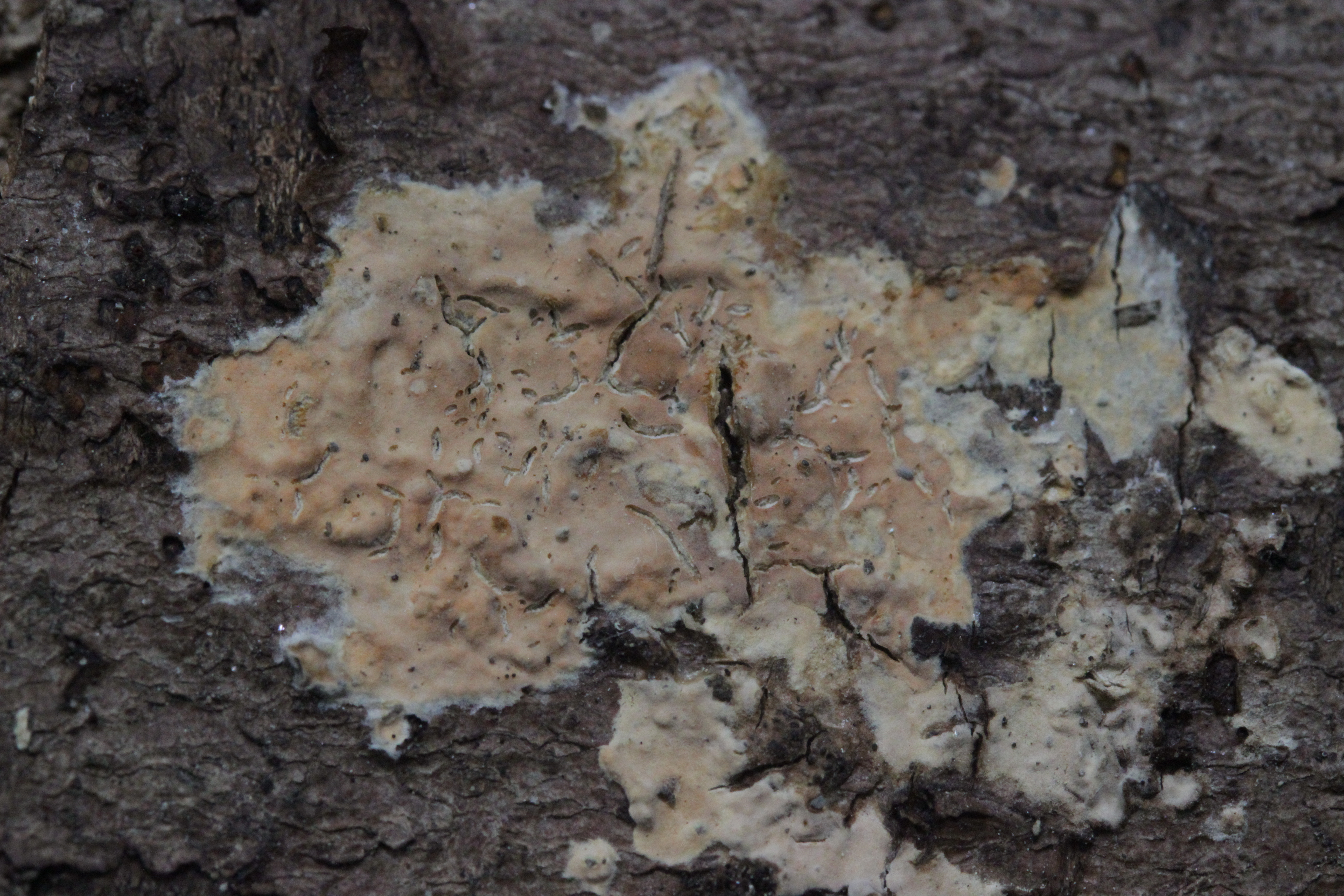
Peniophora incarnata

- Agaricomycetes
  - Russulales
    - Russulaceae
      - Aleurocystidiellum
      - Gloeodontia
        - Amylostereaceae
          - Peniophoraceae
            - Confertobasidium
              - Metulodontia nivea
                - Scytinostroma
                  - Peniophora

                - Dichostereum
                  - Vararia

                - Asterostroma
                  - Vesiculomyces
                    - Gloiothele

### Liste des genres linnéens
- Peniophoraceae
  -  Amylofungus
    - Amylofungus corrosus
    - Amylofungus globosporus

  -  Dendrophora
    - Dendrophora erumpens

  -  Duportella 12 ssp.
  -  Entomocorticium
    - Entomocorticium dendroctoni

  -  Gloeocystidiopsis
    - Gloeocystidiopsis cryptacanthus
    - Gloeocystidiopsis salmonea

  -  Gloiothele
    - Gloiothele citrinoidea
    - Gloiothele globosa
    - Gloiothele granulosa
    - Gloiothele humilis
    - Gloiothele lactescens
    - Gloiothele lamellosa
    - Gloiothele torrendii

  -  Metulodontia
    -  Metulodontia nivea

  -  Peniophora 79 ssp.
  -  Vesiculomyces
    - Vesiculomyces citrinus
    - Vesiculomyces epitheloides